# Cascade de l'Audeux
Les cascades de l'Audeux sont des chutes de l'Audeux situées sur la commune de Chaux-lès-Passavant dans le Doubs.

## Description
Les cascades de l'Audeux sont un ensemble de cascades étagées sur 30 m de dénivelé dont la plus grande mesure environ 15 m de hauteur. Elles sont situées juste en amont de l'abbaye de la Grâce-Dieu dans une partie resserrée du vallon, facilement accessible depuis la route pour la plus grande (à 60m à pied depuis le parking). Pour celles situées plus en amont, l'accès est plus délicat et nécessite de descendre le ruisseau depuis les ruines du barrage qui alimentait l'ancien moulin. Ce moulin se trouvait au niveau du parking, dans la boucle de la route D120, et utilisait le dénivelé des chutes grâce à un petit canal d'amenée horizontal construit en rive gauche.

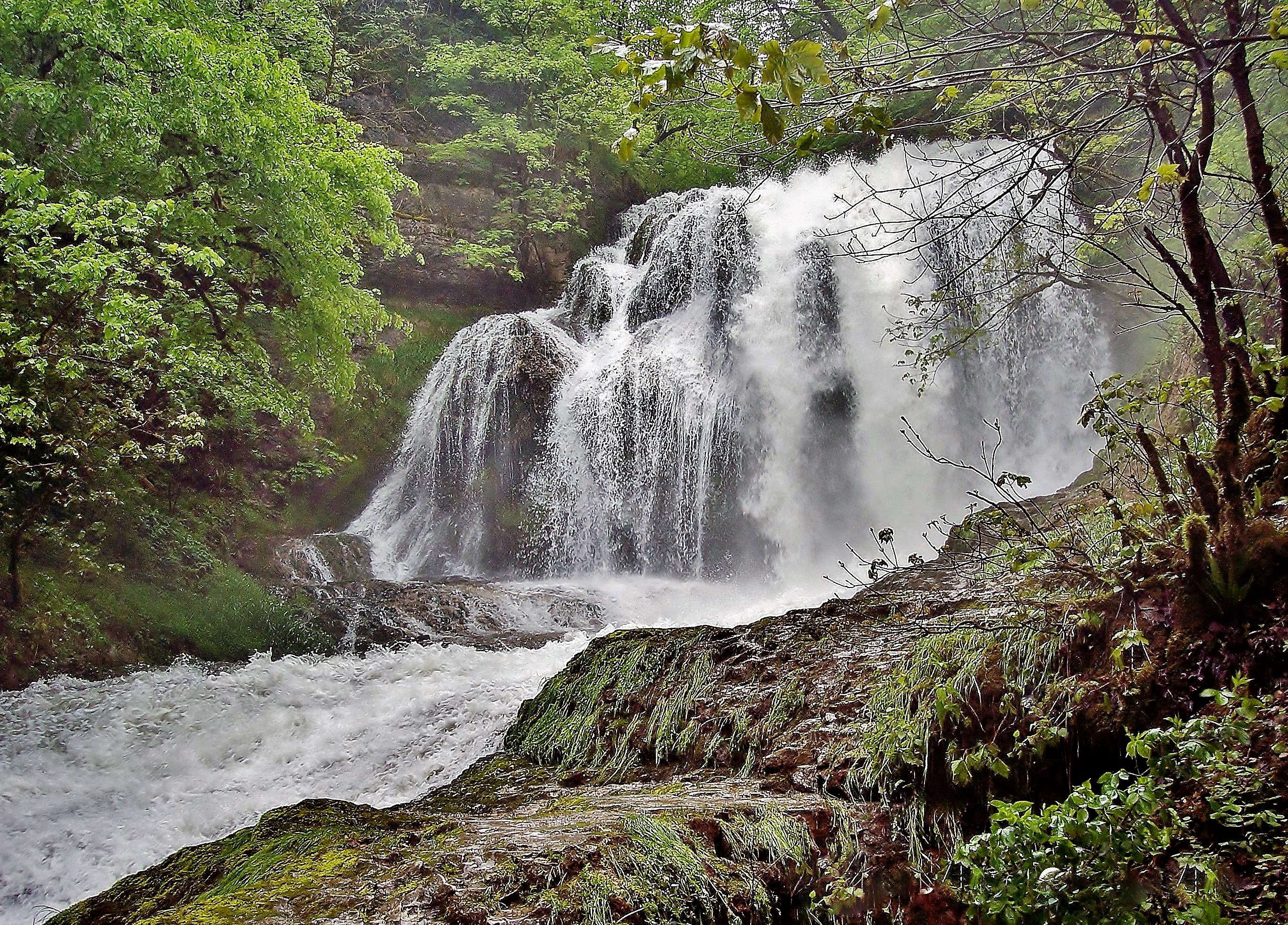
La cascade principale en crue.
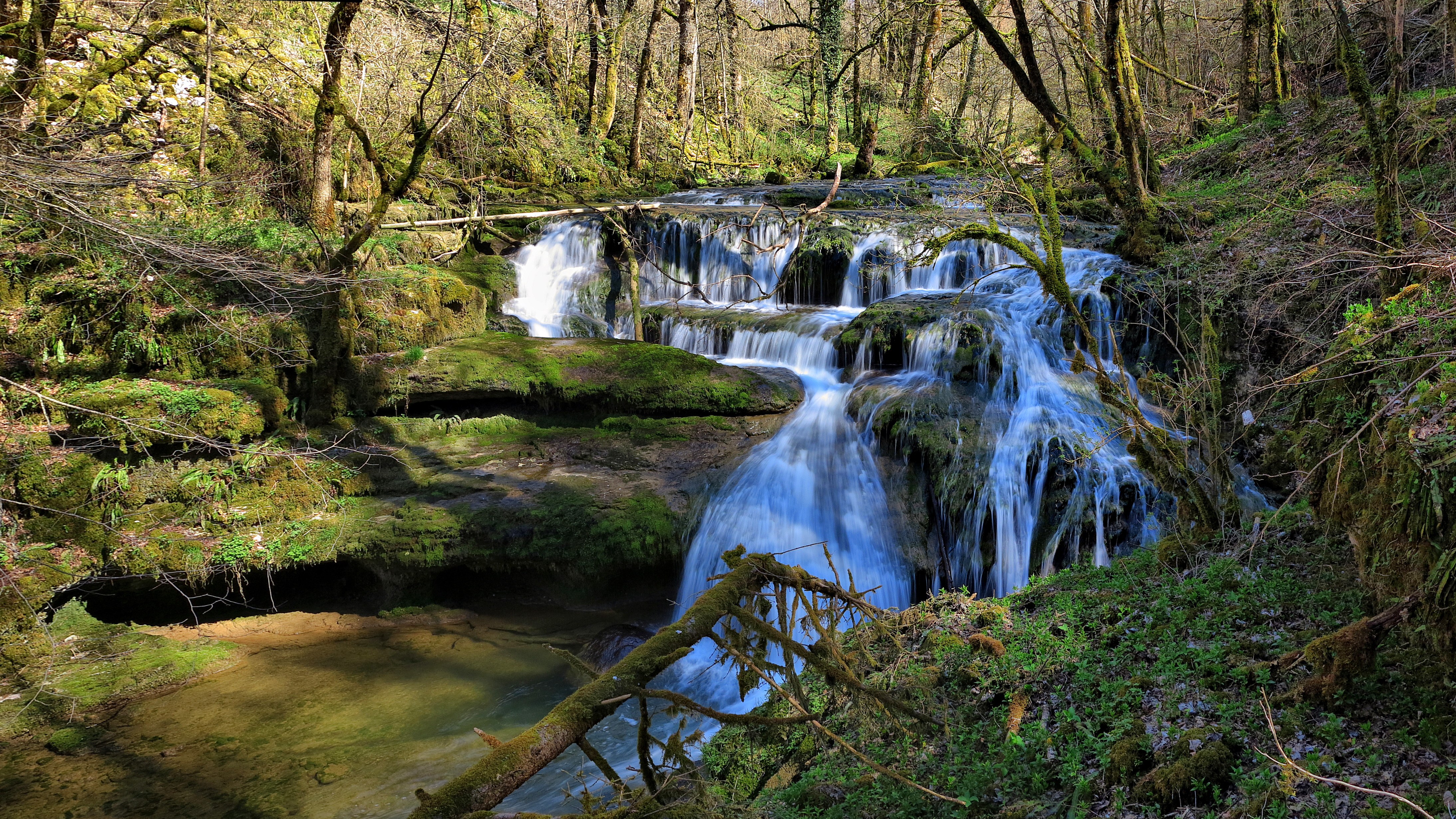
Les cascades amont.
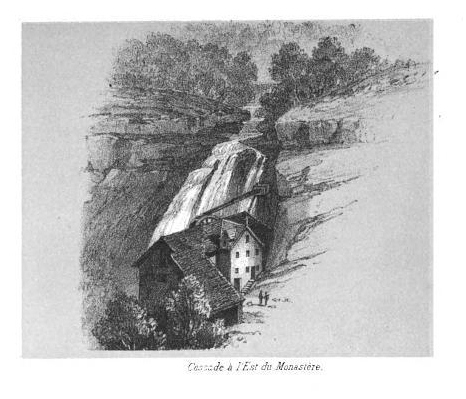
L'ancien moulin et les chutes.

## Protection - Tourisme
La cascade et les ruines du moulin font partie des sites inscrits du Doubs par la DREAL.